# Colpo di Stato in Turchia del 1960
Il colpo di Stato in Turchia del 1960 (turco: 27 Mayıs Darbesi) è stato il primo colpo di Stato nella storia della Repubblica di Turchia.
Il colpo è stato messo in atto da un gruppo di 38 giovani ufficiali militari turchi che agirono al di fuori della catena di comando dello stato maggiore e orchestrato dal colonnello Alparslan Türkeş contro il governo democraticamente eletto del primo ministro Adnan Menderes il 27 maggio 1960.

## La situazione
Menderes e il Partito Democratico avevano dominato la scena politica turca per tutto il decennio degli anni cinquanta, avendo vinto le elezioni nel 1950 e conquistando la guida del governo della Turchia. Menderes fu più tollerante di Atatürk e del suo partito nei confronti dello stile di vita tradizionale e delle diverse forme assunte in Turchia dall'Islam e aveva condotto la campagna elettorale per le elezioni del 1950 in gran parte sul tema della legalizzazione del richiamo alla preghiera ( adhān ) in lingua araba, vietato invece da Atatürk e questo ha rappresentato una rottura con il kemalismo. Durante il suo governo Menderes ebbe una concezione più liberistica dei precedenti Primi ministri, ma nonostante la rapida crescita economica, le tensioni sociali in Turchia aumentarono e le sue politiche economiche, che lo resero popolare fra la parte povera della popolazione turca, portarono anche il paese all'insolvenza a causa dell'enorme incremento delle importazioni, dei beni di lusso e della tecnologia. Menderes inoltre si dimostrò intollerante verso le critiche mossegli, tanto da instaurare una censura sulla stampa e facendo arrestare i giornalisti che non lo compiacevano, cercando per di più di opprimere i partiti politici d'opposizione (fra cui spiccava il CHP, Cumhuriyet Halk Partisi, Partito Popolare Repubblicano) e di porre sotto controllo istituzioni quali le università, rendendosi così sempre più impopolare fra gli intellettuali, gli studenti universitari e i militari, che temevano che gli ideali di Atatürk fossero in pericolo. In un periodo di agitazione sociopolitica e di difficoltà economiche, con gli Stati Uniti che avevano diminuito sensibilmente gli aiuti che in base alla dottrina Truman erano stati concessi con il Piano Marshall, Menderes aveva pianificato una visita a Mosca nella speranza di stabilire linee alternative di credito.

Il colonnello Alparslan Türkeş che ha orchestrato la trama del golpe è stato membro della giunta militare ed era stato tra i primi 16 ufficiali addestrati dagli Stati Uniti nel 1948 per formare l'organizzazione di controguerriglia anticomunista Stay-behind e pertanto aveva dichiarato fede e fedeltà a NATO e CENTO.

## Il colpo di Stato
Gli autori del colpo di Stato erano ufficiali di medio e basso rango e alle ore 4:36 del mattino del 27 maggio 1960 il colonnello Alparslan Türkeş annunciò da radio Ankara che le forze armate turche avevano preso il controllo dello Stato per prevenire una guerra civile. Il comando effettivo delle operazioni durante il colpo di Stato venne esercitato dal generale di brigata Cemal Madanoğlu.
Gli autori del colpo di Stato nominarono il generale Cemal Gürsel, Comandante in capo dell'Esercito Turco, che non aveva avuto alcun ruolo nell'organizzazione e nella realizzazione del golpe, capo della giunta a causa della sua immensa popolarità. Gürsel è stato scelto dai rivoltosi come capo della giunta durante la notte in cui è stato effettuato il colpo di Stato prelevato a Smirne e scortato ad Ankara in un velivolo da trasporto C-47 da un capitano che era il più giovane ufficiale del gruppo dei rivoltosi, quando già i capi della rivolta avevano arrestato e inviato nell'isola di Yassiada, nel Mar di Marmara, il presidente Celâl Bayar, il premier Adnan Menderes, il capo di stato maggiore generale Rüştü Erdelhun e alcuni altri membri del Partito Democratico al governo, mentre il Ministro degli interni Namık Gedik si suicidò mentre era detenuto presso l'Accademia militare turca. Giunto ad Ankara alle 11:30 Cemal Gürsel incontrò gli ufficiali autori del golpe e alle 16:00 come un leader del gruppo fece un discorso alla radio in cui veniva annunciata la revoca del coprifuoco; tra la popolazione di Ankara e Istanbul vi furono manifestazioni di grande giubilo, diversamente che nel resto della Turchia, in quanto durante il governo di Menderes le agitazioni erano essenzialmente limitate ad Ankara, Istanbul e parzialmente a Smirne, mentre nella maggior parte delle aree rurali Menderes aveva molti simpatizzanti, che guardavano la nuova giunta militare con sospetto.
Il giorno dopo il colpo di Stato, Cemal Gürsel è stato dichiarato capo dello Stato e capo del governo e dal 30 maggio 1960 anche ministro della difesa, con poteri assoluti che nemmeno Kemal Atatürk aveva mai avuto. Gürsel avrebbe lasciato la carica di primo ministro il 27 ottobre 1961 a Fahrettin Özdilek, mentre avrebbe lasciato la carica di ministro della difesa a Hüseyin Ataman il 9 giugno 1960 appena alcuni giorni dopo il colpo di Stato.
Lo stesso giorno del suo insediamento ad Ankara, Gürsel liberò duecento studenti e nove giornalisti, precedentemente arrestati nei giorni precedenti il colpo di Stato, autorizzò 14 giornalisti a poter nuovamente pubblicare, e convocò dieci professori di diritto delle Università di Istanbul e Ankara, Siddik Sami Onar, Hıfzı Veldet Velidedeoğlu, Ragıp Sarica, Naci Sensoy, Hüseyin Nail Kubalı, Tarık Zafer Tunaya, İsmet Giritli, İlhan Arsel, Bahri Savci e Muammer Aksoy, affiancati da Erdoğan Teziç, uno studente neolaureato, come loro assistente (attualmente Erdoğan Teziç è professore ed ex presidente del Consiglio turco dell'istruzione superiore), per redigere una nuova costituzione. Il generale Ragıp Gümüşpala, comandante della Terza Armata, venne nominato nuovo capo di Stato maggiore generale, ma venne sostituito, dopo il suo ritiro, avvenuto due mesi dopo, dal generale Cevdet Sunay.

## La giunta militare
Gli autori del colpo di Stato costituirono una giunta militare denominata Comitato di unità nazionale (turco: Millî Birlik Komitesi, MBK) costituita da un totale di 38 ufficiali. Il 12 settembre 1960 uno degli ufficiali della giunta, il generale di brigata İrfan Baştuğ è deceduto in seguito ad un incidente stradale. Il 13 ottobre 1960, un gruppo di ufficiali, denominato gruppo dei quattordici (turco:. Ondörtler) venne espulso dal Comitato di unità nazionale. Questo gruppo di ufficiali capeggiato da Alparslan Türkeş insisteva sul fatto che il potere non dovesse essere consegnato ad un governo civile, e che le forze armate avrebbero dovuto avere il compito di "riformare lo Stato e la società". Türkeş avrebbe voluto stabilire in Turchia un regime militare sul modello di Gamal Abdel Nasser che plasmasse una "unità ideale e culturale della Turchia" mediante il controllo dell'ufficio degli affari religiosi, del Ministero dell'istruzione, della stampa e della radio, controllo che avrebbe dovuto essere affidato a dei funzionari.
La maggior parte degli ufficiali del Millî Birlik Komitesi sosteneva tuttavia la creazione di uno Stato di diritto e la transizione più veloce possibile ad un governo democraticamente eletto. Dopo un fallito attentato a Cemal Gürsel il Millî Birlik Komitesi venne sciolto per breve tempo e il gruppo dei quattordici esiliato per due anni con gli ufficiali che ne facevano parte inviati all'estero ufficialmente come addetti militari. Il numero dei componenti della giunta rimase così composto da 23 ufficiali.
| Gli ufficiali della giunta erano: 1. Generale Cemal Gürsel 2. Generale Fahri Özdilek 3. Maggior generale Cemal Madanoğlu (ritiratosi il 6 giugno 1961) 4. generale di brigata İrfan Baştuğ († 12 settembre 1960) 5. generale di brigata Sıtkı Ulay 6. Colonnello Ekrem Acuner 7. Colonnello (Aeronautica) Mucip Ataklı 8. Colonnello Osman Köksal 9. Colonnello Fikret Kuytak 10. Colonnello Sami Küçük 11. Colonnello (Aeronautica) Haydar Tunçkanat 12. Colonnello Muzaffer Yurdakuler 13. Tenente colonnello Refet Aksoyoğlu 14. Tenente colonnello Suphi Karaman 15. Tenente colonnello Sezai Okan 16. Tenente colonnello Ahmet Yıldız 17. Maggiore (Aeronautica) Emanullah Çelebi 18. Maggiore Vehbi Ersü 19. Maggiore Suphi Gürsoytrak 20. Maggiore Kadri Kaplan 21. Maggiore Mehmet Özgüneş 22. Maggiore Selahattin Özgür 23. Maggiore Şükran Özkaya 24. Capitano Kamil Karavelioğlu | Gruppo dei quattordici: 1. Colonnello Alparslan Türkeş (inviato come addetto militare a New Delhi) 2. Maggiore Fazıl Akkoyunlu (inviato come addetto militare a Kabul) 3. Tenente colonnello Orhan Kabibay (inviato come addetto militare a Brüssel) 4. Tenente colonnello Mustafa Kaplan (inviato come addetto militare a Lisbona) 5. Maggiore Orhan Erkanlı (inviato come addetto militare a Città del Messico) 6. Maggiore Muzaffer Karan (inviato come addetto militare a Oslo) 7. Maggiore Münir Köseoğlu (inviato come addetto militare a Stoccolma) 8. Maggiore Şefik Soyuyüce (inviato come addetto militare a Copenaghen) 9. Maggiore Dündar Taşer (inviato come addetto militare a Rabat) 10. Capitano Rıfat Baykal (inviato come addetto militare a Tel Aviv) 11. Capitano Ahmet Er (inviato come addetto militare in Tripolitania) 12. Capitano Numan Esin (inviato come addetto militare a Madrid) 13. Capitano Muzaffer Özdağ (inviato come addetto militare a Tokio) 14. Capitano İrfan Solmazer (inviato come addetto militare a L'Aia) |

Durante la sua presidenza Cemal Gürsel proibì che i quadri con la sua immagine fossero mostrate a fianco del quadro di Atatürk negli uffici governativi. I lavori dei costituzionalisti vennero portati a termine il 9 marzo 1961, la nuova costituzione, adottata il 27 maggio 1961, confermata da un referendum il 9 luglio 1961 entrando in vigore il 20 luglio dello stesso anno.
Dopo le elezioni del 15 ottobre 1961 e la riunione della Grande Assemblea Nazionale del 25 ottobre 1961, il Millî Birlik Komitesi venne sciolto ai sensi dell'articolo 8 della legge nº 1 del 12 giugno 1960.
Nelle elezioni, il Partito Popolare Repubblicano aveva prevalso con il 36,7% precedendo il Partito della Giustizia, erede del Partito Democratico che ottenne il 34,7% e dopo una brevissima transizione guidata generale Emin Fahrettin Özdilek che il 27 ottobre 1961 rilevò Cemal Gürsel nel ruolo di Primo ministro, il 20 novembre İsmet İnönü venne chiamato a guidare un governo di coalizione come nuovo primo ministro. mentre Cemal Gürsel mantenne la carica di Presidente della Repubblica.

## Il Processo di Yassiada
Nell'isola di Yassiada venne celebrato il processo, davanti a un tribunale speciale, nei confronti di 592 tra ex ministri, deputati e funzionari, tra cui il presidente Celâl Bayar il primo ministro Adnan Menderes. Gli imputati furono chiamati a rispondere a 19 diversi capi di imputazione. Il processo ebbe inizio il 14 ottobre 1960 ed ebbe termine il 15 settembre 1961, per un totale di 872 sessioni e 202 giorni di udienza. L'accusa ha richiesto la pena di morte 228 volte.
Le accuse andavano dalla corruzione, all'appropriazione indebita di fondi statali a quelle più gravi di attentato alla costituzione e per alcuni degli imputati di aver causato il Pogrom di Istanbul.
La Corte emise le condanne a morte per i seguenti imputati:
| 1. Baha Akşit 2. Celâl Bayar 3. Bahadır Dülger 4. Ahmet Zeki Erataman 5. Rüştü Erdelhun | 6. Agah Erozan 7. Emin Kalafat 8. Osman Kavrakoğlu 9. İbrahim Kirazoğlu 10. Mehmet Nusret Kirişçioğlu | 11. Refik Koraltan 12. Adnan Menderes 13. Hasan Polatkan 14. Ahmet Hamdi Sancar 15. Fatin Rüştü Zorlu |

Le sentenze tuttavia potevano essere eseguite solo con il riconoscimento da parte del Comitato di unità nazionale che ha confermato solo le condanne a morte di Menderes, Zorlu e Polatkan, le cui sentenze vennero eseguite mediante impiccagione il 16 e 17 settembre 1961, nel carcere dell'isola di İmralı, nonostante gli inviti alla clemenza da parte di molti capi di stato e di governo esteri e nonostante sia il presidente Cemal Gürsel sia İsmet İnönü, che era stato in principale oppositore di Menderes, erano contrari all'esecuzione delle condanne a morte. Le restanti condanne a morte vennero commutate in ergastolo.
La Corte ha inoltre condannato 31 imputati, tra cui quattro membri del Consiglio dei Ministri, otto membri della commissione d'inchiesta e l'ex governatore di Istanbul, al carcere a vita e 402 imputati a pene detentive da due a venti anni. La corte ha assolto 133 imputati e respinto cinque ricorsi, mentre sei imputati sono morti durante il processo.